# Miloslava Pošvářová

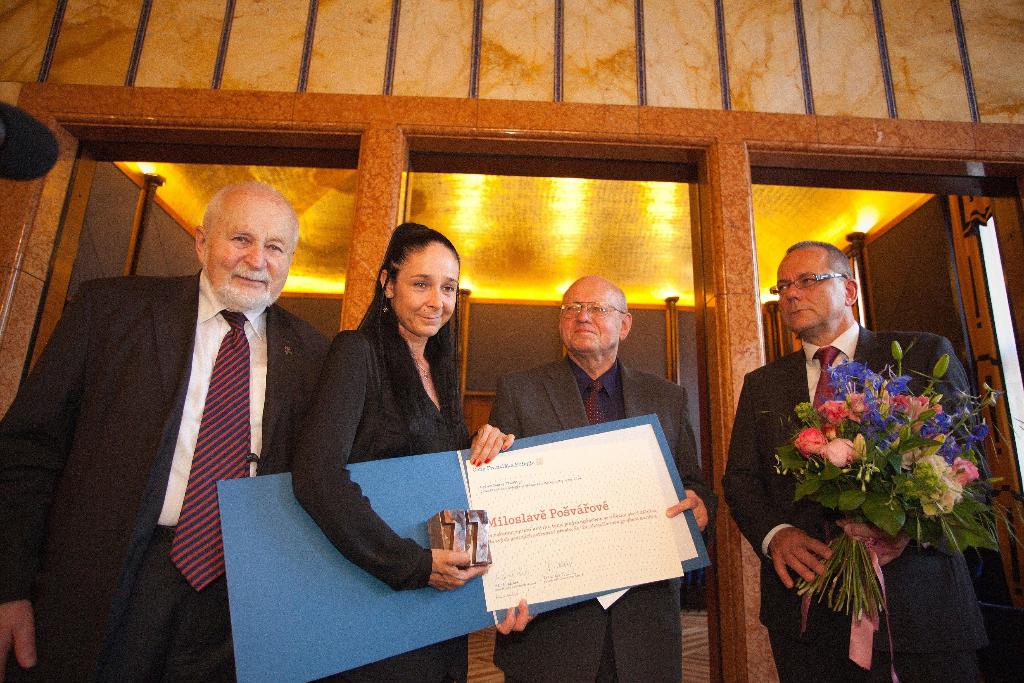
Cena Františka Kriegla za občanskou statečnost udělena Miloslavě Pošvářové (druhé zleva). Druhý zprava je Miloš Rejchrt

Miloslava Pošvářová (* 4. října 1963 Brno) je česká stavební inženýrka a soudní znalkyně ve stavebnictví.
Jako někdejší ředitelka úseku kontroly kvality staveb Ředitelství silnic a dálnic je též známou kritičkou kvality dopravních staveb v České republice. V dubnu 2014 jí Nadace Charty 77 udělila Cenu Františka Kriegla za občanskou statečnost – za nekompromisní kritiku toho, jakým způsobem se v České republice staví dálnice.

## Život
Během studia na Gymnáziu Křenová v Brně chtěla být architektkou. Vystudovala obor konstrukce a dopravní stavby na Fakultě stavební Vysokého učení technického v Brně, kde promovala v roce 1987. V roce 2008 pak získala na Ústavu soudního inženýrství VUT v Brně titul Ph.D.
Miloslava Pošvářová je držitelkou certifikacií svářečského technologa a oprávnění Ministerstva dopravy ČR provádět hlavní prohlídky mostů. Je soudní znalkyní v oboru stavebnictví (obor 35) v oblasti výroby a montáže ocelových konstrukcí a mostů; posuzování vad ocelových materiálů a výrobní protikorozní ochrana ocelových konstrukcí, ochranných nátěrů a povlaků betonu.

## Profesní život
Mezi lety 1987 až 1993 byla zaměstnána v Československých a později Českých drahách, kde působila jako mostní inženýr, svářečský technolog a technický dozor na stavbách mostů. V roce 1994 založila poradenskou a projekční společnost Pontis. Počínaje rokem 1995 začala pracovat pro společnost Mott MacDonald jako vedoucí dohledu. Její působení v této firmě skončilo po 17 letech během roku 2012 podle slov Pošvářové na základě výroků, v nichž kritizovala stav mostní konstrukce na dálnici D47. Společnost ovšem ve svém vyjádření souvislost propuštění Pošvářové s její kritikou mostů odmítla a zdůvodnila to změnou směřování firmy.
Pošvářová externě spolupracovala s Národní ekonomickou radou vlády a ve funkci soudní znalkyně pracující pro společnost Eurovia připravila posudek železniční nehody ve Studénce z roku 2008.

### Ředitelství silnic a dálnic
Od srpna 2012 do ledna 2014 pracovala jako ředitelka Úseku kontroly kvality staveb na Ředitelství silnic a dálnic ČR. V této pozici mimo jiné vedla spor se zhotoviteli staveb ohledně kvality čtyř staveb dálnice D47 v Ostravě. Ve věci zvlnění devítikilometrového úseku dálnice právě Miloslava Pošvářová určovala strategii žaloby vůči firmě, např. jaké technické důkazy se budou předkládat. Dne 15. ledna 2014 ji bylo z pokynu ředitele ŘSD Pavel Kočica doručeno okamžité zrušení pracovního poměru za hrubé porušení pracovní kázně. Vytýkal jí nepředání jím vyžádaných materiálů k dálnici D47. Pošvářová naopak označila Kočicu za laika, jemuž dokumenty – podle jejích slov – nemá význam předávat a obávala se, že by se výsledky průzkumných vrtů podloží dálnice mohly dostat do rukou protistrany, tedy společnosti Eurovia, a tím by mohly být snahy reklamovat stav dálnice a další vyjednávání nenávratně zmařeny. Podle jejích slov chránila vyšší zájmy státu, a také zájmy zaměstnavatele, že tyto dokumenty nepředala.
Podle zjištění novináře Filipa Černého, byl na ŘSD už během roku 2013 vyvíjen obrovský tlak na odvolání Pošvářové z funkce, dostalo se jí však zastání od tehdejšího ředitele Davida Čermáka. Tlak byl údajně vyvíjen z projektantských a stavebních firem. Tehdejší ministr dopravy Zdeněk Žák odvolal ředitele z funkce v říjnu 2013 a jmenoval Pavla Kočicu.

### Poradkyně ministrů
V únoru 2014 se po svém odchodu z ŘSD stala externí poradkyní nově jmenovaného ministra dopravy Antonína Prachaře. Už v polovině března 2014 však oznámila svůj odchod kvůli nedůvěře k ministrovi – že o ní šíři lži,, což ministr popřel.
Následně se stala poradkyní první náměstkyně ministryně spravedlnosti Hany Marvanové. Smlouvu měla do konce roku 2014 na konzultace k zákonu o soudních znalcích, tlumočnících a překladatelích. Podle novináře Jakuba Toníčka šlo tímto poradenstvím o "půjčku na oplátku" za to, že kdysi při působení na ŘSD v opačném garde podepisovala Pošvářová faktury na právní služby Marvanové.
Po rezignaci Marvanové se Pošvářová v červnu 2014 stává poradkyní ministryně spravedlnosti Heleny Válkové. Na Ministerstvu spravedlnosti měla na starosti zateplení věznic.

### Parlamentní vyšetřovací komise
V červenci 2014 společně hnutí Úsvit, KDU-ČSL, TOP09 a KSČM iniciovaly vznik parlamentní vyšetřovací komise ke kauze předražené výstavby dálnice D47. Během října téhož roku komise skutečně vznikla.

### Stínové ŘSD a současnost
Miloslava Pošvářová je manažerkou nadačního fondu Stínové ŘSD (SŘSD), které je financováno a spravováno podnikatelem Radimem Jančurou. Fond vznikl v roce 2012 jako snaha řešit stav dálnice D1, a také radit občanům nebo obcím v řízení vůči dopravním stavitelům.
Miloslava Pošvářová působí v současnosti (od roku 2015) jako soudní znalkyně pro ocelové konstrukce a mosty, protikorozní ochranu a povlaky betonu. Spolupracuje s nevládními organizacemi a podílí se na nápravě systémových chyb v dopravních stavbách alespoň mediálně.

## Kandidatura do Senátu PČR
Ve volbách do Senátu PČR v roce 2014 kandidovala v obvodu č. 60 – Brno-město jako nestraník za koalici s názvem „Miloslava Pošvářová do Senátu“, kterou tvořily Strana zelených a Česká pirátská strana. Se ziskem 10,41 % hlasů skončila na 5. místě a nepostoupila tak ani do kola druhého.

## Ocenění
Dne 10. dubna 2014 se Nadace Charty 77 rozhodla udělit Pošvářové za občanskou statečnost Cenu Františka Kriegla za rok 2014. Její činnost ocenil 11. prosince 2017 též Nadační fond proti korupci založený Karlem Janečkem, který Pošvářové vedle ocenění, jež na slavnostním večeru převzaly její dvě dcery, věnoval částku 111 132 Kč.

## Tetování

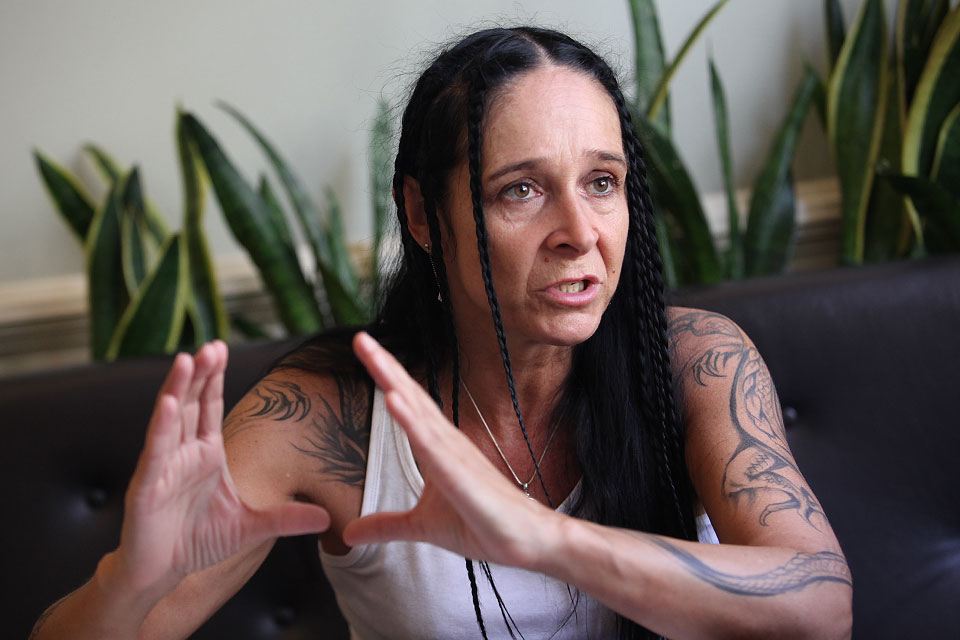
Tetovaná Miloslava Pošvářová

Na svém těle má vytetované dva draky, červeného a modrého. Obrazce pokrývají prostor nad jejími ňadry, dále zakrývají paže a částečně též vrchní stranu dlaní. Tetování si nechala udělat v době svého nástupu na Ředitelství silnic a dálnic, tedy v roce 2012, byť o jeho pořízení předtím již dvacet let uvažovala. Autorem grafické podoby vytetovaných obrazců je akademický malíř Zdeněk Stropek. Při volbě motivu zvoleného obrazce Pošvářovou inspirovala čínská medicína, jejímiž toky energií se sama zabývá, a zvolila dva draky, jež mají vytvořit ochranu před negativními energiemi. Draci na vytetovaném obrazci sice mají hlavy u sebe, ale nejsou nijak spojeni. Mezi nimi, podle slov Pošvářové, cirkuluje energie.